# Escut de Mura

L'escut oficial de Mura té el següent blasonament:
Escut caironat: de gules, una faixa merletada a la catalana d'or, acompanyada al cap d'una creu grega patent corbada d'or. Per timbre, una corona de marquès.

## Història
Va ser aprovat el 12 d'abril de 2019 i publicat al DOGC el 17 d'abril del mateix any amb el número 7856.

Escut antic de Mura

Fins aquell moment, l'Ajuntament havia fet servir aquest altre escut:
D'atzur, una creu patent d'or, el cap d'or amb el text MURA de sable.
El nou escut incorpora una creu grega patent corbada, el senyal més antic emprat per la localitat, i una faixa merletada a la catalana, inspirada en el nom del municipi, el qual prové del llatí muricinus, que significa “mur petit”.